# 胡幼松
胡幼松（1898年—1930年4月26日），湖北沔阳（今仙桃市）人，中国共产党早期领导人。

## 生平
1924年春，胡幼松经娄敏修影响，同年7月加入中国共产党。1926年初，他在沔阳建立了当地第一个农民协会，并组织农民自卫队。同年，他担任中共沔阳县委委员。1927年3月到6月，他被选派到武昌中央农民运动讲习所（现中央农民运动讲习所旧址纪念馆）学习，聆听毛泽东、恽代英、彭湃、方志敏、夏明翰、李立三等讲座。国共内战爆发后，胡幼松被任命为潜沔地区农运特派员，他抵达拖船埠一带从事民运工作。中共八七会议后，中共鄂中特委在沔阳成立，胡幼松被任命为沔西区委书记。1927年中秋，他带领赤卫队参加沔南戴家场暴动。之后他率部参加沔城暴动，并策应贺龙指挥的荆江年关暴动。期间攻入监狱，营救出捕的鄂中特委委员、沔阳县委书记娄敏修等人。1928年1月，胡幼松领导创建鄂中地区首个红色政权沔西区苏维埃政府，并当选为主席。
1929年2月，中共鄂西特委决定组建中共潜江临时县委，机关驻小南海，书记为胡幼松。9月，临时县委改为特支，胡幼松仍任书记，之后他率部进行水面游击。1930年2月，在中国工农红军第六军前委指挥下，胡幼松率领游击队配合红六军攻占潜江县城。4月24日，胡幼松率领游击队参加谢场乡苏维埃政府成立大会，遭到潜江县长潘祖信率领的民团围攻突袭，胡幼松被俘。4月26日，胡幼松被国民党铡断双腿后杀死。